# Valerio Belli
Valerio Belli (Vicenza, 1468 – Vicenza, 1546) è stato un orafo, incisore e medaglista italiano del Rinascimento, noto anche come Valerio Vicentino dal suo luogo d'origine.

## Biografia

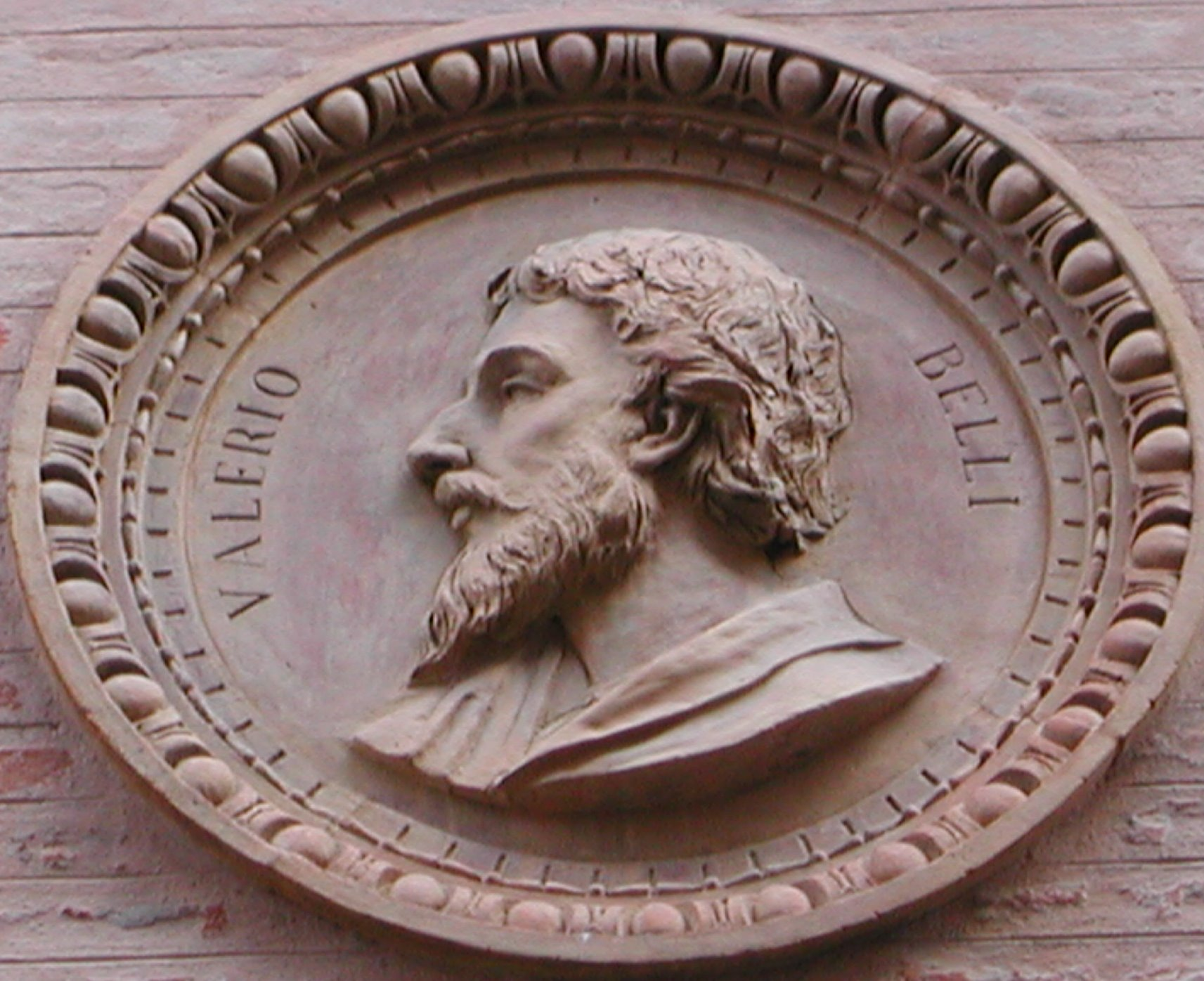
Autoritratto di Valerio Belli - a Palazzo Thiene, Vicenza

Incisore di pietre dure, il suo stile vicino ai modi del XV secolo nel primo periodo, si modernizzò durante il soggiorno romano, ispirandosi ai modi del XVI secolo classico. In particolare risentì dell'influenza di Michelangelo Buonarroti e Perino del Vaga, dei quali riprese alcuni disegni nelle sue incisioni. Inoltre, è ritenuto l'artista più in vista di Vicenza, prima dell'ascesa di Andrea Palladio. Fu in rapporti con Michelangelo Buonarroti e Raffaello Sanzio.
Dopo la sua morte fu sepolto a Vicenza, nella chiesa dei Santi Faustino e Giovita.

## Opere
- Cassetta con 25 piastrine incise in cristallo di rocca, montate su argento, eseguita per Papa Clemente VII tra gli anni 20 e 30 del 1500, attualmente si trova nel Museo degli argenti, a Firenze.
- Brocca in cristallo di rocca eseguita sempre per papa Clemente VII il quale la donò a Francesco I di Francia, anche questa custodita nel Museo degli argenti.
- Croce in cristallo di rocca presente nel Victoria and Albert Museum a Londra.
- Serie di cammei con scene della Gigantomachia, a Vienna.
- Placchette in cristallo di rocca incise con scene mitologiche e storiche, al Museo del Louvre.

Autore anche di alcune medaglie con autoritratto.